# دالاس-فورت ورث
منطقه کلان‌شهری دالاس-فورت ورث (به انگلیسی: Dallas–Fort Worth metropolitan area) مشهور به DFW، نام منطقه‌ای کلان‌شهری در تگزاس در ایالات متحده آمریکا است. این منطقه به طور عمده از دو شهر دالاس و فورت ورث و چندین شهر دیگر تشکیل شده‌است؛ در مجموع ۱۳ شهرستان در دالاس-فورت ورث قرار می‌گیرند. کلانشهر دالاس-فورت ورث یکی از ثروتمندترین کلانشهر های آمریکا و جهان بوده به طوری که ثروت خالص این شهر نزدیک به پانصد و شصت میلیارد دلار می‌رسد، رقمی تقریبا پنج برابر،اقتصاد امارات متحده عربی.
اما معمولاً وقتی صحبت از شهر دالاس می‌شود منظور همین منطقه کلان‌شهر دالاس-فورت ورث است. بنابراین، اهالی این کلان‌شهر همگی به‌طور عموماً خود را ساکن دالاس می نامند. امروزه این کلان‌شهر افزون بر ۶ میلیون سکنه دارد. کلان-شهر دالاس-فورت ورث با این جمعیت، بزرگ‌ترین کلان شهر ایالت تگزاس و چهارمین کلان شهر بزرگ ایالات متحده آمریکا است.

## شهرهای اصلی
- دالاس
- فورت ورث
- آرلینگتون
- پلینو
- گارلند
- اروینگ
- ریچاردسون
- دنتون
- لوئیس‌ویل
- مک کینی
- فریسکو
- مسکیت
- گراند پریری
- کرولتون
- آلن
- ادیسون

## شهرستان های متشکل
- شهرستان دنتون، تگزاس
- شهرستان کالین، تگزاس
- شهرستان دالاس، تگزاس
- شهرستان هانت، تگزاس
- شهرستان کافمن، تگزاس
- شهرستان راکوال، تگزاس
- شهرستان الیس، تگزاس